# Windows Live Admin Center
Windows Live Admin Center (ændrede navn fra Windows Live Custom Domains i November 2007) er en service udviklet Windows Live.
Det tillader dets brugere, at bruge deres domænes MX poster (email server) sammen med alle funktionerene fra MSN.
Email kontoer lavet i Admin Center er Microsoft Kontoer og kan bruges til at logge ind på alle Microsofts tjenester.